# Till Casper
Till Casper (* 25. Juni 1938) ist ein deutscher Unternehmer und Verbandsfunktionär. Er war geschäftsführender Gesellschafter der Karl Casper GmbH & Co. KG. Von 2000 bis 2006 war er Präsident des Baden-Württembergischen Industrie- und Handelskammertags.

## Leben

### Beruflicher Werdegang
Casper wuchs in Pforzheim auf, wo er am dortigen Kepler-Gymnasium das Abitur ablegte. Anschließend studierte er Eisenhüttenkunde an der RWTH Aachen. Daraufhin war er unter anderem für IBM tätig. 1973 trat er in die väterliche Gießerei Casper in Remchingen-Nöttingen ein, die sein Urgroßvater 1877 in Pforzheim gegründet hatte. Mit seinem 80. Geburtstag im Jahr 2018 übergab er die Geschäftsführung des Unternehmens an seinen Sohn.

### Verbandstätigkeit
Casper war von 1994 bis 2007 Präsident der Industrie- und Handelskammer Nordschwarzwald. Von 2000 bis 2006 war er zudem Präsident des Baden-Württembergischen Industrie- und Handelskammertags. Außerdem war Casper 20 Jahre lang Vorsitzender des baden-württembergischen Landesverbands der Gießerei-Industrie.

## Ehrenamtliche Tätigkeit
Casper trat 1966 der CDU bei. Von 1975 bis 1989 gehörte Casper er dem Gemeinderat von Remchingen an, zeitweise als Vorsitzender der dortigen CDU-Fraktion. Seit 1969 gehört er dem Wirtschaftsrat der CDU in Baden-Württemberg an. Außerdem war er elf Jahre lang Vorsitzender der Mittelstands- und Wirtschaftsunion in Nordbaden.
Casper war 30 Jahre lang Mitglied des Verwaltungsrats der Sparkasse Pforzheim Calw. Er war Mitglied des Beirats der Kunststiftung Baden-Württemberg, des Kulturkreises der deutschen Wirtschaft und des Landesmuseums Württemberg. Außerdem war er Mitglied des Kuratoriums des Humboldt Forums und der Akademie der Künste.

## Ehrungen und Auszeichnungen
- Verdienstmedaille des Landes Baden-Württemberg
- Wirtschaftsmedaille des Landes Baden-Württemberg
- Staufermedaille